# Tir amb arc als Jocs Olímpics d'estiu de 1900 - Au Chapelet 33 metres
La competició d'Au Chapelet a 33 metres va ser una de les proves de tir amb arc dels Jocs Olímpics de París de 1900. La qualificació per a la prova es va fer durant unes competicions per equips, que sols servien per a classificar els 6 millors arquers per a la prova individual. Sols es coneix el nom dels medallistes i es desconeix la puntuació aconseguida.

## Medallistes
| Or               | Plata          | Bronze                 |
| Hubert van Innis | Victor Thibaud | Charles Frédéric Petit |

## Resultats
| Posició | Arquer                 |
| ------- | ---------------------- |
| Or      | Hubert van Innis       |
| Plata   | Victor Thibaud         |
| Bronze  | Charles Frédéric Petit |
| 4-6     | arquers desconeguts    |